# Banzare Coast

Wybrzeże Banzare i przylegający sektor Australijskiego Terytorium Antarktycznego

Banzare Coast – część wybrzeża Ziemi Wilkesa na Antarktydzie Wschodniej. Granice tego wybrzeża wyznaczają: od zachodu Cape Southard (122°05′E), za którym leży Sabrina Coast, a od wschodu Cape Morse (130°10′E), oddzielający je od Wybrzeża Klary.
Pierwszy raz było widziane z powietrza przez członków brytyjsko–australijsko–nowozelandzkiej ekspedycji pod dowództwem Douglasa Mawsona z lat 1930–1931. Nazwa pochodzi od skrótowca oznaczającego tę wyprawę (BANZARE od ang. British-Australian-New Zealand Antarctic Research Expedition).